# Maroala
Maroala est une commune urbaine malgache située dans la partie centre-ouest de la région de Sofia.

## Géographie
La ville est située au fleuve Sofia.